# (7420) Buffon
(7420) Buffon (1991 RP11) – planetoida z pasa głównego asteroid okrążająca Słońce w ciągu 3,81 lat w średniej odległości 2,44 j.a. Odkryta 4 września 1991 roku.